# Karnawad
Karnawad là một thị xã và là một nagar panchayat của quận Dewas thuộc bang Madhya Pradesh, Ấn Độ.

## Nhân khẩu
Theo điều tra dân số năm 2001 của Ấn Độ, Karnawad có dân số 10.254 người. Phái nam chiếm 51% tổng số dân và phái nữ chiếm 49%. Karnawad có tỷ lệ 41% biết đọc biết viết, thấp hơn tỷ lệ trung bình toàn quốc là 59,5%: tỷ lệ cho phái nam là 53%, và tỷ lệ cho phái nữ là 29%. Tại Karnawad, 18% dân số nhỏ hơn 6 tuổi.